# Ampir
Ampir (francuski, empire = carstvo) je stil kasnoga klasicizma u Francuskoj za vrijeme Napoleona I. Prepoznatljiv je po unutarnjoj dekoraciji, umjetničkom obrtu i modi. Ovaj iznimno plodan stil trajao je samo otprilike deset godina, ali je obilježio cijelo stoljeće. U ampiru primjenjuju se grčki i rimski elementi, a prisutan je i utjecaj Napoleonovih vojnih pohoda, egipatske umjetnosti, te renesanse.
Arhitekti Charles Percier i P. F. L. Fontaine preuređuju dvorce Malmaison, Saint-Cloud i Tuileries. U Parizu se gradi Rue de Rivoli, podižu se spomenici velikih dimenzija (Carousel, Arc de Triomph, Napoleonov stup na trgu Vendôme i dr.). U unutarnjoj dekoraciji zidovi su često kasetirani (podijeljenih na polja) i oslikanih pompejanskim motivima i obilno se koriste tkanine: damast, velur, brokat, te svila i saten, a kreveti imaju bogatu draperiju baldahina.
Pokućstvo je strogo pravocrtno raščlanjeno i simetrično. U proizvodnji pokućstva (komode, sekreteri, konzole, stolovi, taburei, psihe i noćni ormarići) primjenjuje se mahagonij urešen intarzijama i aplikacijama u sedefu, bjelokosti, porculanu i fino cizeliranoj bronci. U modi su bili sklopivi stolci rimskih legija, ležaljke i pokućstvo obojeno crnim lakom i ukrašeno brončanim pozlaćenim antičkim ukrasima (znakovi rimskih legija, orlovi, stjegovi, svežnjevi pruća ali i listovi palme, stupovi, girlande, vaze i lovorovi vijenci simetrično postavljeni). Najpoznatiji su radovi obitelji Jackob-Desmalter i P. Ph. Thomirea. 
Ampir je znatno utjecao na modu: žene su nosile haljine s visoko podignutim strukom i dugim naborima, sezale su do tla, a muškarci su nosili frak, široke hlače i dugi kaput.
U slikarstvu, alegorijske i mitološke scene izražavaju raskoš i veličaju carstvo (npr. Jacques-Louis David, Krunjenje Napoleona I. u Notre Dameu). Na slikama se primjećuje preciznost u oblikovanju detalja, što je također obilježje portreta toga vremena.
U kiparstvu je presudan utjecaj Antonia Canove.
U Hrvatskoj se ampir javlja 1805. i traje do 1813., za vrijeme postojanja Ilirskih provincija. U tom stilu su izgrađene vila Pavla Gučetića Basseglija u Trstenom, Glorijeta u Trogiru i dr.
Sve do 1830. godine ampir je određivao umjetničko oblikovanje na cijelom europskom kontinentu, čak i u Rusiji, i tek ga je bidermajer postupno istisnuo.

## Poveznice
- Neoklasicizam